# Surtningstinden
De Surtningstinden is een berg behorende bij de gemeente Luster in de provincie Sogn og Fjordane in Noorwegen. De berg, gelegen in Nationaal park Jotunheimen, heeft een hoogte van 1997 meter.
De Surtningstinden is onderdeel van het gebergte Jotunheimen.